# Empidideicus brevistilus
Empidideicus brevistilus är en tvåvingeart som beskrevs av Hesse 1967. Empidideicus brevistilus ingår i släktet Empidideicus och familjen svävflugor. Inga underarter finns listade i Catalogue of Life.